# Ivan Makásek
Ivan Makásek (* 3. května 1944 Praha) je český přírodovědec, ochránce přírody, novinář, spisovatel, woodcrafter a skaut, známý pod přezdívkami Malý Medvěd a Hiawatha. Založil a vedl skautský oddíl (který později nabral podobu woodcrafterského kmene) Neskenon (3. chlapecký oddíl Praha). Byl též zakladatelem a prvním vůdcem 3. střediska Thecumtha Praha.
Založil a po dvě desetiletí vedl časopis pro ochranu přírody a životního prostředí NIKA. Založil a vedl časopis Wampum Neskenonu – Časopis pro skauty a woodcraftery. Jedná se o autora řady knih pro mládež a populárně-naučných knih o kultuře severoamerických Indiánů.

## Život
V letech 1957–1958 chodil do oddílu Foglarových Hochů od Bobří řeky. Po letech trampování převzal družinu Medvědů v tábornickém oddíle Josefa Zikána a s rovery z Dakoty vedli pak 1. psohlavecký tábor Velké vody na Nežárce v roce 1965. V září téhož roku se družina Medvědů stala klanem Černého medvěda v jím založeném oddíle Neskenonu, a ten součástí pražských Psohlavců. Bylo mu 21 let a k přezdívce Medvěd připojoval ještě jméno legendárního hrdiny irokézských Indiánů Hiawathy. Tehdy studoval na Přírodovědecké fakultě Univerzity Karlovy v Praze. Na vedení tohoto typu skautského oddílu se připravoval jako vůdce roverského kmene DAKOTA, ve společenství brdských skautů, trampů a zálesáků.
V jeho období „objevil“ Neskenon hru lakros (1967) a v průběhu dalších let o ní obohatil český undergroundový skauting. Na jaře 1968 se pak zapojil do obnovy skautské organizace. Po táboře Na Vydřím potoce na Šumavě se oženil, ale oddíl vedl ještě celý další rok včetně 4. tábora, na jehož konci předal vedení příteli Jiřímu Kafkovi-Owígovi. Odešel, aby se zanedlouho – z vůle 2. náčelníka – opět na čas vrátil jako šaman a vytvořil v Neskenonu ohnivecké společenství. V roce 1972 přišel s projektem táboření v týpí. O dva roky později založil 68. základní skupinu Tisu TARAXACUM, do které se ukryly skautské oddíly Neskenon, Pětka a jejich trampští sympatizanti. V ní pak začal vydávat časopis Nika.

Byl šéfredaktorem oficiálního časopisu ČSOP Nika a neoficiálního časopisu Wampum Neskenonu. Deset let pracoval v Pražském středisku státní památkové péče a ochrany přírody v Praze jako profesionální ochránce přírody, nejpozději od roku 1990 pak jako ekologický novinář v pozici šéfredaktora časopisu Nika vydávaného v té době už 86. ZO ČSOP. Doktorát obhájil na katedře nižších rostlin v roce 1986.

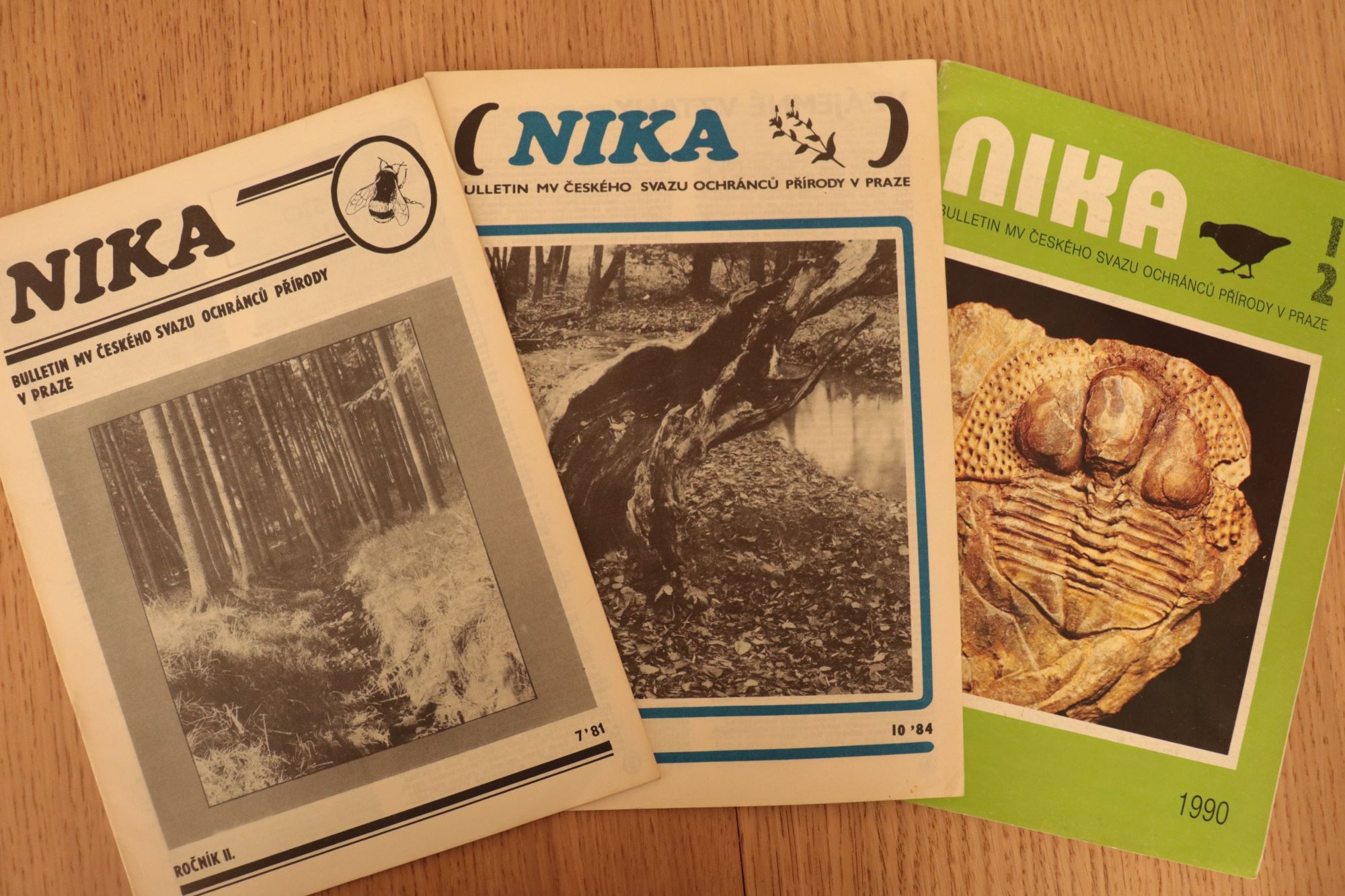
Časopis Nika, jak se vyvíjel od roku 1981 do roku 1990

 Jeho pisatelská produkce začala shrnutím neskenonského svérázu do almanachu Stezkou Neskenonu (1968), který pak vydávali vždy po třech letech i další náčelníci. Napsal Kult ohně (1967), Službu (1969, upr. 1991), Wagamedův wampum (1971), Táboříme v týpí (1972), Šamanův wampum (1973), Lakros – sport českých skautů a trampů (1996), Poselství Svatojánských proudů (2001), trilogii: Kluci z Dakoty (2003), Kluci z Neskenonu (2004) a třetí díl Kluci z Neskenonu a lidé z Midé, který napsal v důchodu až roku 2007.
  
Profesionální kariéru zakončil jako ekologický poradce předsedy vlády v letech 2005–2006, kdy odešel do důchodu, který zahájil výpravou do Kanady. Navštívil Yukon a Britskou Kolumbii. Poznatků z cesty využil k napsání dalších tří knih: Stále vztyčují totemy (2008), Totemy a indiáni severozápadního pobřeží Pacifiku (2010), Indiáni Britské Kolumbie strpěli Olympiádu (2011). Ty vydal vlastním nákladem.

## Dílo
- Kult ohně: obřady Neskenonu a R.K. Shawnee (1967, II. 1969)
- Služba (1969)
- Stezkou Neskenonu (1969)
- 2. stezkou Neskenonu (1971, společně s Jiřím Kafkou)
- Wagamedův wampum (1971, II. upr. vydání Jiřím Mackem, 1975)
- Táboříme v týpí (1972, II. 2014)
- Šamanův wampum (1973)
- Dějiny amerických Irokézů 1600–1800 (1974, vyšlo jako příloha knihy 3. stezkou Neskenonu)
- Čaj z jehličí 21 povídek pro chlapce (1980)
- Služba: příručka pro roverskou činnost (1991, II. zkrácené a upravené vydání Jiřím Mackem, ISBN 80-901049-0-8)
- V Zemi zeleného rákosí (1996)
- Otstungo aneb Dějiny kmene Mohawků (1997)
- Český lakros Sport našich skautů a trampů (1998)
- Lakros. Sport českých skautů a trampů (1999, výrazně rozšířené a přepracované vydání; ISBN 978-80-902575-3-5)
- V zajetí Irokézů (vycházelo jako příloha časopisu WN 1997–2000)
- Midewiwin historický a u nás (1999–2002 jako příloha čas. Wampum Neskenonu, II. 2003)
- Poselství Svatojánských proudů příspěvek k rané historii skautingu, vodáctví a trampingu středních Čech (2001; ISBN 80-86289-17-6)
- Kluci z Dakoty příběhy z období ilegálního skautingu (2003; ISBN 80-86289-26-5)
- Kluci z Neskenonu cesta ekumenického skautingu (2004; ISBN 80-239-4029-5)
- Kluci z Neskenonu a lidé z Midé Cesta ekumenického skautingu (2007, II. 2009, III. 2014)
- Stále vztyčují totemy malý průvodce po indiánských skupinách Yukonu a Britské Kolumbie 2008; ISBN 978-80-254-2404-9)
- Totemy a indiáni severozápadního pobřeží Pacifiku (2010; ISBN 978-80-254-6533-2)
- Indiáni Britské Kolumbie strpěli Olympiádu (2011; ISBN 978-80-254-2404-9)
- Neskenonské návraty (2013)
- V zajetí Irokézů (2013, II. upravené a rozšířené vydání, ISBN 978-80-87875-01-8)
- Hrozba černého šamana (2015)
- Současní indiáni a ropné písky (2017)
- Moje léta s Nikou (2018)